# Григоровка (Чернобаевский район)
Григоровка (укр. Григорівка) — село в Чернобаевском районе Черкасской области Украины.
Почтовый индекс — 19926. Телефонный код — 4739.

## Население
Население по переписи 2001 года составляло 362 человека.

### Языковой состав
Родной язык населения по данным переписи 2001 года:
| Язык       | Численность, чел. | Доля     |
| ---------- | ----------------- | -------- |
| Украинский | 347               | 95,86 %  |
| Русский    | 15                | 4,14 %   |
| Итого      | 362               | 100,00 % |

## Местный совет
19926, Черкасская обл., Чернобаевский р-н, с. Лукашовка, ул. Мироненка, 34

## История
- Во время правления киевского князя Емельки Владимировича 1440—1455 гг. тогдашнее сельцо получил боярин Григорий. От имени этого владельца и пошло первое название села — Григорьевка. После смерти боярина Григория село с некоторыми другими селами перешло по наследству к сынам — Иванку и Петру, которые тоже имели сыновей Кузьму и Иванка. После смерти Петра между его сыном Иваном и братом Иванком возник спор за имущество, благодаря которому к нам дошли первые сведения о селе. Иванко Петрович прислал жалобу киевскому воеводе Мартыну Гаштольду (1471—1475 гг.). После распределения спорных усадеб обе стороны получили по половине села. Но спор возник снова после смерти Иванка Григорьевича. Великий князь Александр в своем решении от 1494 г. подтвердил принятое решение. В дальнейшем село принадлежало сыну Иванка Потапу, а потом перешло к его дочке Мелохе. В середине XVI ст. она вышла замуж за Богуна Морозовича, и село стало принадлежать ему, после чего сведения о сыне Григорьева встречаются в описании Каневского замка 1552 г.[2]

- Вполне вероятно, что по универсалу польского короля Стефана Батория от 1578 г. о предоставлении местностей Трахтемирову Григорьевка стала собственностью Трахтемировского монастыря. В начале XVII ст. борьба за Григорьевку между монастырем и местными землевладельцами обострилась, и эти земли часто меняли своего владельца.[2]

- В XVIII ст. Григорьевка, как и большинство других сел, принадлежала племяннику польского короля Августа Понятовского — князю Станиславу Понятовскому. В 1741 г. в Григорьевке было 60 дворов, в 1792 г. — 88 дворов, а в начале 60-х годов XIX ст. в селе жило близко 1000 человек.[2]

- Деревня была приписана к церкви Иоанна Богослова в Ревбинцах.[3][4][5]
- Есть на карте 1812 года.[6]

- В 1855 г. была построена новая деревянная церковь святого Николая, хотя по пересказам, церковь в селе была ещё до 1720 г.[2]

- В коллективизацию в селе было 14 ветряных мельниц. На быстром Днепре построено две водных мельницы. В 1922 г. создано ТЗОС «Прометей», которое объединяло 40 хозяйств. Перед самой войной, в 1941 г. в селе выстроили новый клуб.[2]